# 平沙の北に
「平沙の北に」 （へいさのきたに） は、旧制第一高等学校 （一高） の寮歌の一つ。正式名称は「第十五回紀念祭南寮寮歌」。「平沙の北に」 とは 1番の歌い出しの文言である。

## 基本データ
- 作詞者: 青木得三 （1885年生 - 1968年没）
後に大蔵省に入省し主税局長などを務めた。詳細は人物記事を参照。
- 作曲者: 大島正満 （1884年生 - 1965年没）
後に動物学者となり、特にサケ科魚類の研究で知られた。詳細は人物記事を参照。
- 成立年: 1905年 （明治38年）

著作権は存続しているが、JASRACの管理楽曲ではない。曲は元々長調だったが、多くの寮歌と同様、短調化して歌われた。

## 概要
「平沙の北に」が発表されたのは、1905年 （明治38年） 3月1日の第15回紀念祭であった。日露戦争の最中であり、歌詞にもその影響が見られる。
1番の歌詞は生徒を取り巻く情勢を歌っており、「沙河の陣」 （1904年秋の沙河会戦以降の膠着状態） やインド沖を行く軍艦 （バルチック艦隊を迎え撃つつもりか） が登場している。2番以降は、軟弱な世相を嘆き、「尚武」 （武を重視する） の理想を訴えるものとなっている。この作詞者の手になる寮歌は、全体として尚武の傾向が強いとされる。

## 影響
『嗚呼玉杯に花うけて』 や 『アムール川の流血や』 ほどに流行した歌ではないため、影響を受けた歌は少ない。
- 群馬県立藤岡高等学校校歌 （渡辺藤吉 作詞、品田八三郎 作曲）
『平沙の北に』 の原曲 （長調） に非常に近いメロディーである。弱起の曲である点のみ異なる。
1917年 （大正6年）、当初は提灯行列の行進曲として、唱歌・体操の教師 品田八三郎の発案で作歌された。後に、同校 （当時は群馬県立藤岡中学校） の校歌となった。品田は旧制東京高等師範学校 （東京高師） の出身で、同校の応援歌のメロディーに似ていることは知られていた。
藤岡高校は2005年4月に群馬県立藤岡中央高等学校に統合され、2007年3月に閉校となった。校歌は後身校に継承されず、役目を終えた。
- 旧制大阪商科大学・新制大阪市立大学逍遙歌 『桜花爛漫』 （作者不詳）
詳細は同項記事を参照。『平沙の北に』 の短調化したメロディー （現行） との類似が指摘されている。『桜花爛漫』 の原歌は1916年 （大正5年） の作とされている。

藤岡・大阪の 2校とも、公式にはオリジナル曲としており、『平沙の北に』 との関係を認めていない。このほか、旧制第一高等学校の 『柔道部凱歌』 （1915年、久能木慎治 作詞） や旧制第二高等学校の 『第三部行軍の歌』 （1914年） などが、『平沙の北』 のメロディーを利用している。
さらに、一高 『柔道部凱歌』 経由で影響を受けた歌として、逗子開成中学校・高等学校の応援歌 『春鎌倉』 （1920年代、井上司朗 作詞） が挙げられる。『春鎌倉』 は長調の曲である。

## 参考書籍
- 藤岡高校八十年史編集委員会（編）　『藤岡高校八十年史』　1975年。
- 百年誌編纂委員会（編）　『逗子開成百年史』　逗子開成学園、2003年4月。204頁-206頁、834頁-835頁。